# Psathyrotes
Genre
Psathyrotes est un genre de plante à fleurs de la famille des Asteraceae originaire d'Amérique du Nord (États-Unis, Mexique). 

## Liste d'espèces
Selon ITIS :
- Psathyrotes annua (Nutt.) A.Gray
- Psathyrotes pilifera A.Gray
- Psathyrotes ramosissima (Torr.) A.Gray
- Psathyrotes scaposa A.Gray